# Tornyosnémeti
Tornyosnémeti ist eine ungarische Gemeinde im Kreis Gönc im Komitat Borsod-Abaúj-Zemplén.

## Geografische Lage
Tornyosnémeti liegt in Nordungarn, 58 Kilometer nordöstlich des Komitatssitzes Miskolc, 6 Kilometer nordwestlich der Kreisstadt Gönc unmittelbar an der Grenze zur Slowakei. Nachbargemeinden sind Hidasnémeti sowie Milhosť jenseits der Grenze.

## Sehenswürdigkeiten
- Römisch-katholische Kirche Szűz Mária Neve, erbaut 1890 (Neugotik)
- Reformierte Kirche, ursprünglich erbaut 1477
- Schloss Csáky-Pallavicini (Csáky-Pallavicini-kastély) (zerstört)
- Schloss Grünstein (Grünstein-kastély) (zerstört)

## Verkehr
Durch Tornyosnémeti verläuft die Landstraße Nr. 3050 und östlich des Ortes die Hauptstraße Nr. 3. Die Gemeinde liegt an der Eisenbahnstrecke von Miskolc nach Košice in der Slowakei, jedoch halten Züge seit Ende der 1950er Jahre nicht mehr in Tornyosnémeti, so dass Fahrgäste den Bahnhof zwei Kilometer südlich in Hidasnémeti nutzen müssen.

## Bilder

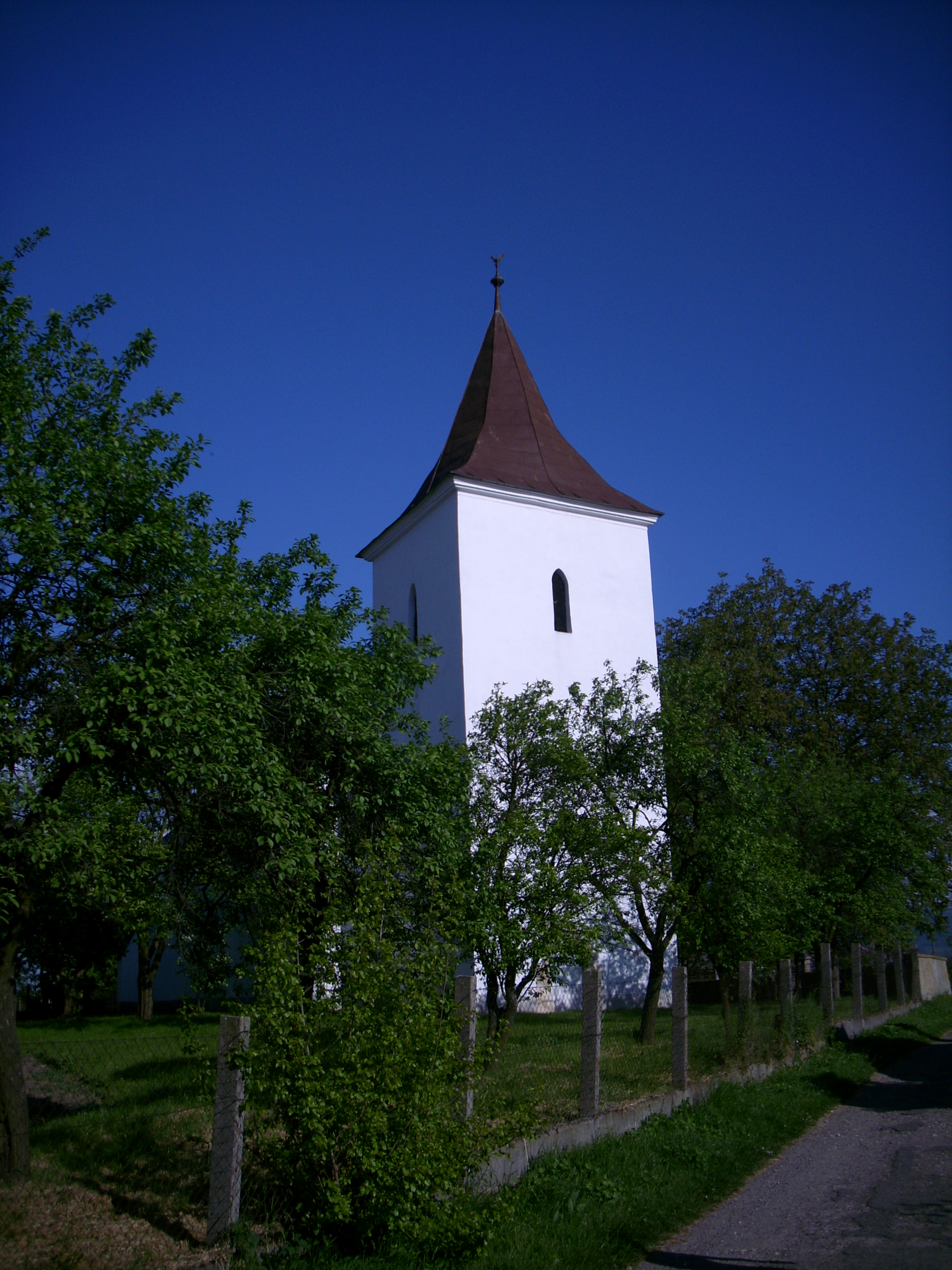
Reformierte Kirche in Tornyosnémeti
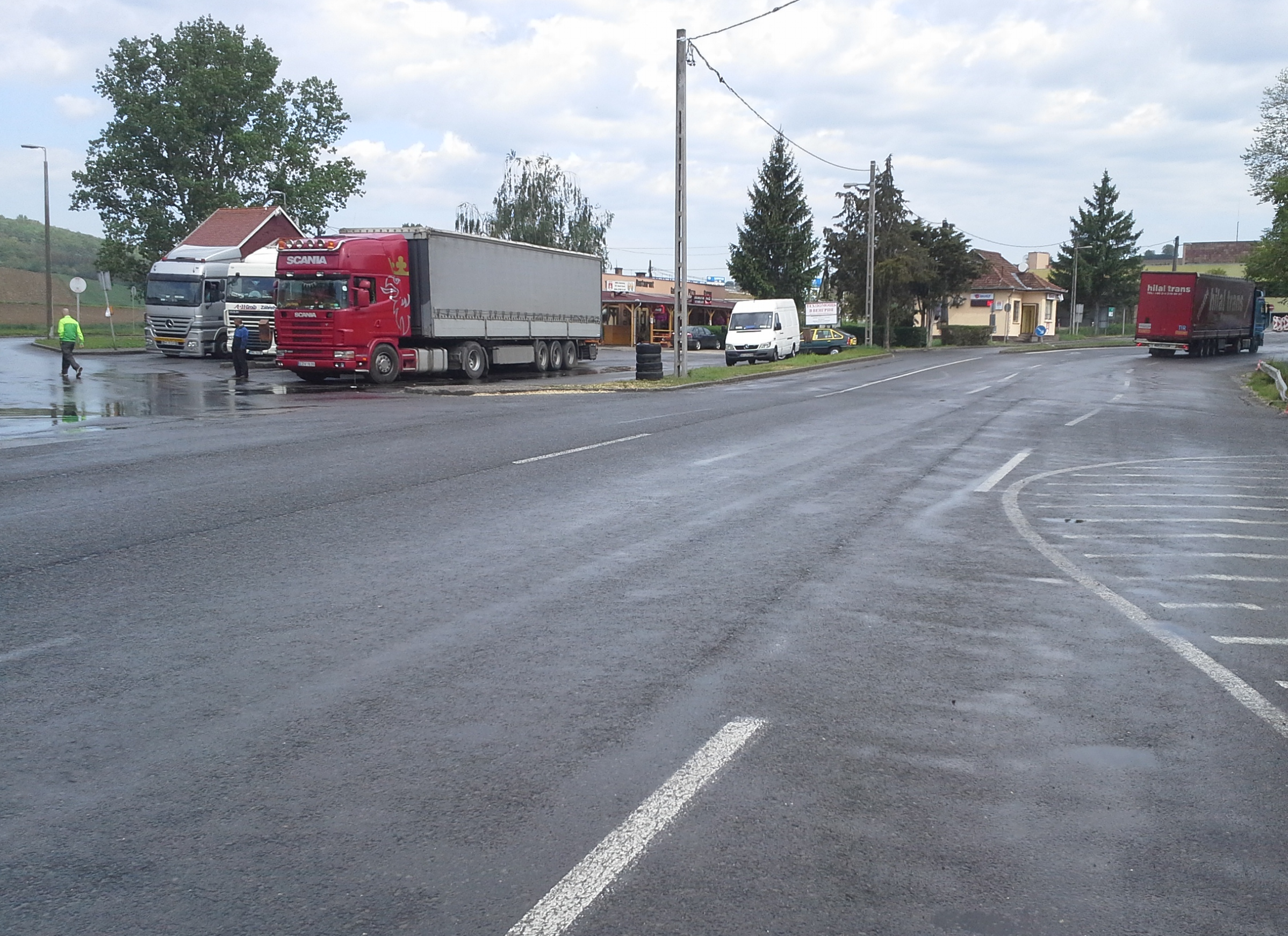
Straße vor dem Grenzübergang in die Slowakei
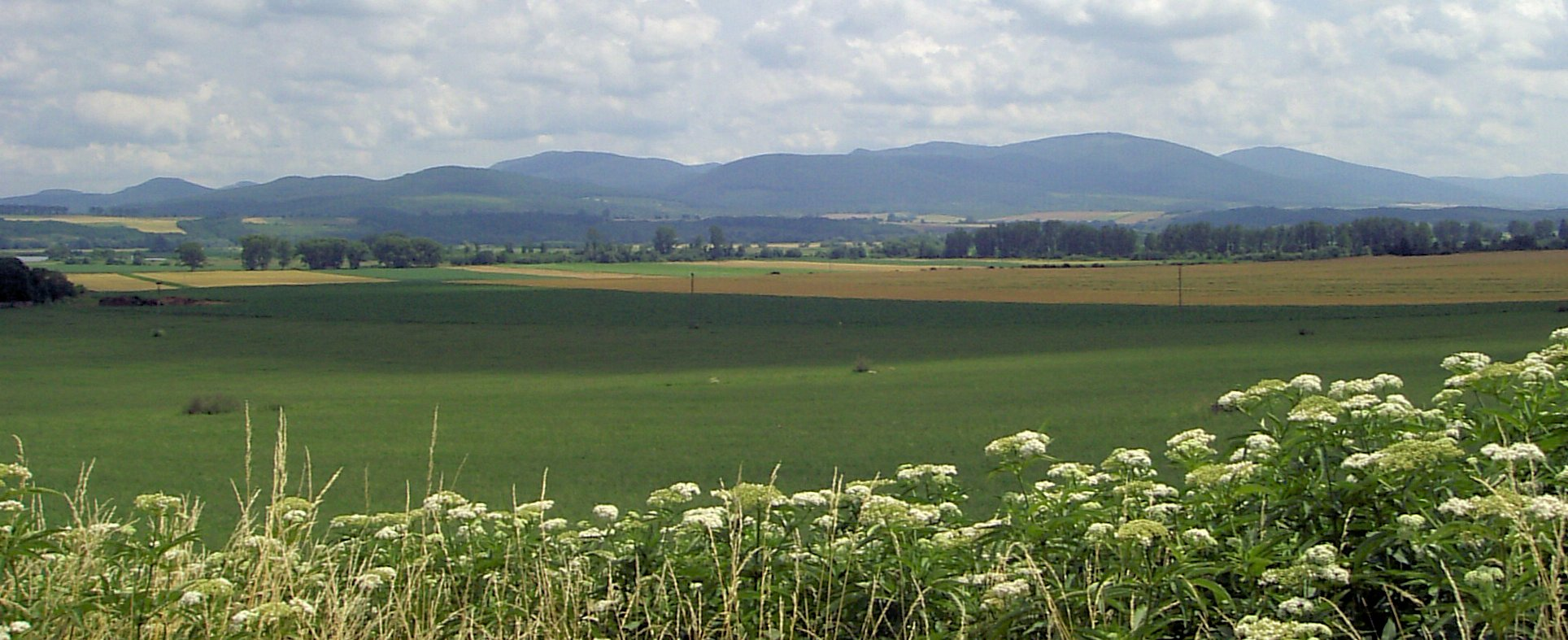
Blick auf das Tokajer Gebirge nahe Tornyosnémeti